# Mesosa senilis
Mesosa senilis är en skalbaggsart som beskrevs av Bates 1884. Mesosa senilis ingår i släktet Mesosa och familjen långhorningar. Inga underarter finns listade i Catalogue of Life.